# ایاکورا
ایاکورا (به لاتین: Iakora) یک منطقهٔ مسکونی در ماداگاسکار است که در جیمز واقع شده‌است. ایاکورا ۱۴٬۵۴۷ نفر جمعیت دارد.